# The European Tour
The European Tour est un album de jazz de John Coltrane sorti en 1963.

## Liste des titres
1. "The Promise"
2. "I Want To Talk About You"
3. "Naima"
4. "Mr. P.C."

## Musiciens
Enregistré en novembre 1962.
- John Coltrane – saxophone ténor/saxophone soprano
- McCoy Tyner – piano
- Jimmy Garrison – contrebasse
- Elvin Jones – drums